# Leptomantispa nymphe
Leptomantispa nymphe is een insect uit de familie van de Mantispidae, die tot de orde netvleugeligen (Neuroptera) behoort. 
Leptomantispa nymphe is voor het eerst wetenschappelijk beschreven door Hoffman in Penny in 2002.